# 前213年
| 千纪： | 前1千纪 |
| 世纪： | 前4世纪 \| 前3世纪 \| 前2世纪                                                                                         |
| 年代： | 前240年代 \| 前230年代 \| 前220年代 \| 前210年代 \| 前200年代 \| 前190年代 \| 前180年代                               |
| 年份： | 前218年 \| 前217年 \| 前216年 \| 前215年 \| 前214年 \| 前213年 \| 前212年 \| 前211年 \| 前210年 \| 前209年 \| 前208年 |
| 纪年： | 秦始皇三十四年；衛君角二十九年                                                                                        |

## 大事记
- 秦始皇採納李斯的建議，下令开始焚书坑儒。
- 謫治獄吏不直及覆獄故、失者，築長城及處南越地。
- 塞琉古帝國安條克三世聯合帕加馬阿塔羅斯一世攻陷阿凱夫斯的根據地薩第斯。

## 逝世
- 阿凱夫斯，塞琉古帝國的一位將軍，後來自立為國王，企圖從塞琉古帝國獨立。